# Pangolin de Temminck
Smutsia temminckii
Espèce
Statut de conservation UICN

VU 2019 : Vulnérable
Statut CITES
Le Pangolin de Temminck ou Pangolin terrestre du Cap (Smutsia temminckii) est un mammifère de la famille des Manidae, vivant principalement en Afrique australe et orientale. Il se rencontre dans les savanes et les zones boisées. Il a tendance à utiliser les terriers d’autres espèces, comme ceux de l’oryctérope du Cap.
L’espèce est classée comme « espèce vulnérable » sur la Liste rouge des espèces menacées de l'IUCN. Il est victime d’électrocution dans les clôtures électriques des fermes d’élevage, de la demande locale en médecine traditionnelle africaine et les rituels traditionnels et depuis 2008, d’une forte demande d’écailles pour la médecine traditionnelle chinoise, principalement destinée à la Chine.

## Dénomination

### Étymologie
Le nom de genre Smutsia est dérivé de Johannes Smuts, un naturaliste sudafricain, né dans la ville du Cap en 1808. Sa thèse passée à Leyde aux Pays-Bas en 1832, fut le premier traité scientifique portant sur les mammifères sud-africains.
L’épithète spécifique temminckii renvoie au zoologiste néerlandais  C. J. Temminck (1778-1858).

### Histoire de la taxonomie
La naturaliste sud-africain Johannes Smuts donna la première description zoologique de l’espèce qu’il nomma Manis temminckii dans la thèse intitulée Dissertatio zoologica inauguralis qu’il soutint en 1832, à Leyde, à l’époque où Temminck était directeur du muséum national d'histoire naturelle de Leyde.
Après avoir été classée dans le genre Manis puis Phataginus, l’espèce a été reclassée dans le genre Smutsia. Les raisons sont de nature morphologique et génétique.

## Caractéristique

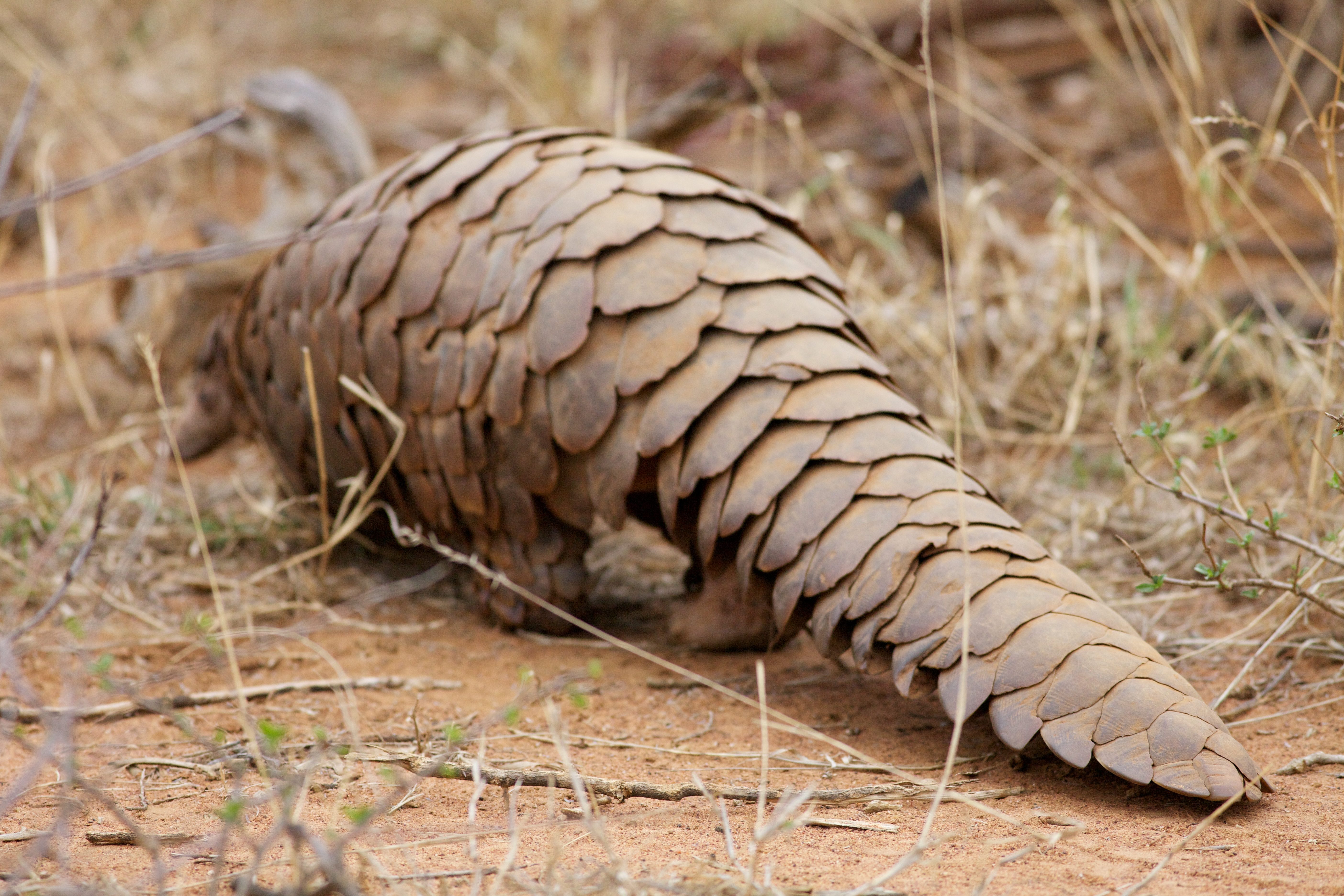
Pangolin de Temminck, avec une énorme queue dans le prolongement du corps

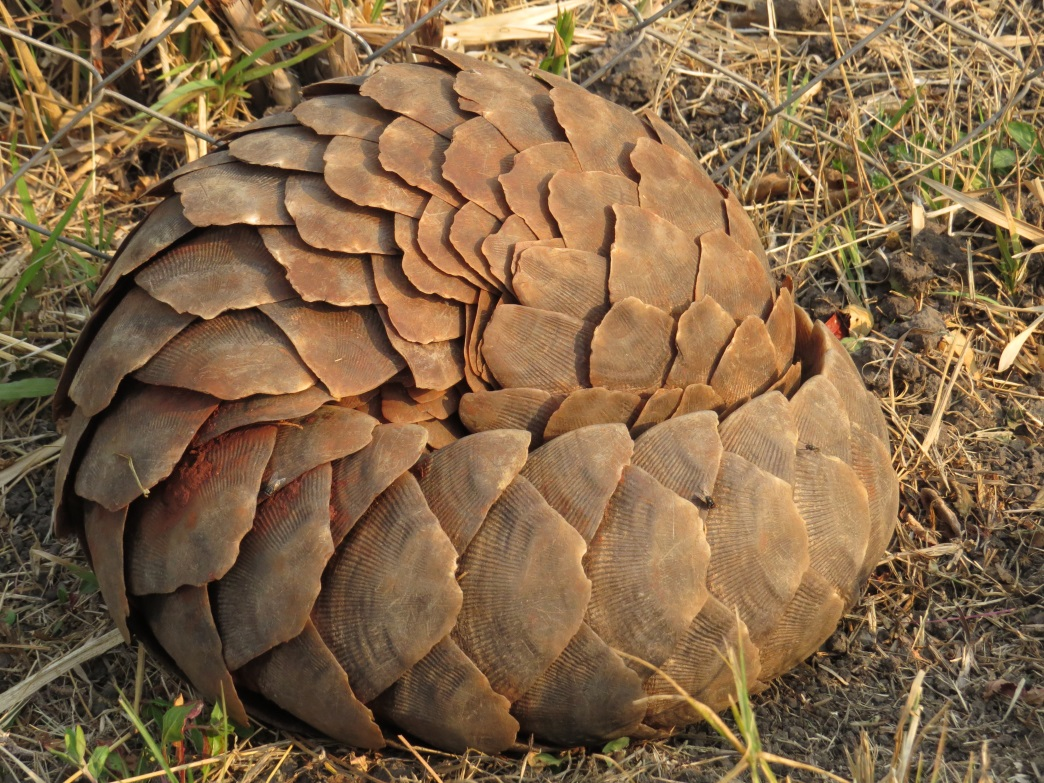
Une fois en boule, le pangolin de Temminck ne présente que ses écailles au bord tranchant

Le pangolin de Temminck est un pangolin de taille moyenne, avec un corps robuste d’environ 9 kg pour une longueur totale de 100 cm.
- Masse : la masse moyenne des mâles en Afrique du Sud et au Zimbabwe est de 9,3 kg (intervalle 2,5 16,1 kg, n=29), au Kalahari 6,0 kg (2,6-10,6 kg n=50), pour les femelles d’Afrique du Sud, Zimbabwe 9,0 kg (4,6-15,8 kg n=28), du Kalahari 5,6 kg (2,5-10,2 ,n=28)
- Taille : longueur totale des mâles du Zimbabwe 83,6 cm, du Kalahari 99,7 cm (entre 69,0-124,0 cm n=50, des femelles du Zimbabwe 82,7 cm, du Kalahari 98,4 cm, des non-sexuées 101,4 cm (58,7-140,3 cm n=10)
- Vertèbres : 48, vertèbres caudales 21-28.

Il y a des variations importantes du poids dans l’aire de distribution. En Afrique du Sud et Zimbabwe le poids moyen est de 9,3 kg pour les mâles et de 9 kg pour les femelles. Mais il a été observé un mâle de 21 kg au Soudan, et le poids moyen des mâles du Kalahari est de 6 kg
Le corps est en partie couvert de grosses écailles kératineuses, se chevauchant, coupantes, et protégeant les surface dorsale et latérales du corps et de la queue ainsi que le front. Aucun poil n’émerge entre les écailles. Le nombre total d’écailles se situe entre 340 et 420. Les écailles du dos et de la queue sont les plus grosses. Chez les adultes, le bord distal des écailles est rond en raison de l’abrasion constante contre les écailles sous-jacentes. Pour les jeunes, les écorces se terminent en une pointe (ou cuspide).
La peau faciale est gris foncé. Les pavillons des oreilles sont vestigiaux.
Comme les autres pangolins, il n’a pas de dent. La langue fait de 20 à 40 cm de long.
Les quatre membres ont 5 doigts. Les membres antérieurs sont musclés et se terminent par 3 griffes puissantes (60 mm) et par deux griffes latérales plus petites. La queue est large, plate, massive et musclée.
Les pangolins de Temminck peuvent occasionnellement accumuler des dépôts graisseux sous-cutanés. Ils portent aussi une paires de glandes anales qui produisent une odeur musquée et piquante, jouant un rôle dans le marquage territorial.
Les femelles portent deux mamelles pectorales.
La température corporelle moyenne est de 32–35 °C.

## Écologie et comportement
Dans la région du Kalahari en Afrique du Sud, le domaine vital des adultes est estimé à 10 ± 9 km2. Les mâles et les femelles ont des domaines vitaux très proches, le domaine du mâle chevauche celui d’une seule femelle, ce qui suggère un système d’accouplement monogame. En revanche, au Zimbabwe, le domaine vital varie entre 0,2 et 23,4 km2, les mâles ayant un domaine vital plus grand qui chevauche à certains moments, celui de plusieurs femelles, ce qui est vraisemblablement lié au comportement de reproduction.
Les mâles ne semblent pas être intrinsèquement territoriaux mais sont intolérants envers les autres mâles matures qu'ils attaqueront agressivement s’ils pénètrent dans leur domaine vital. Ils s’affrontent avec la queue et se griffent avec les pattes avant. Ces batailles peuvent durer des heures jusqu’à ce qu’un des deux renonce.
Le pangolin de Temminck a tendance à ne pas creuser de terriers, mais plutôt à utiliser les terriers abandonnés d'autres espèces, comme ceux de l'oryctérope du Cap (Orycteropus afer), du lièvre sauteur (Pedetes capensis), des porcs-épics (Hystrix africaeaustralis) ou du phacochère (Phacochoerus spp.), en les modifiant dans une certaine mesure. Les terriers observés dans le Kalahari font de 1,2 à 12 m de long, et se terminent entre 0,5 à 5 m de profondeur. Il a aussi été observé des individus dormant dans des cavités creusées dans des termitières épigées après que celles-ci aient été fouillées pour se nourrir. L’animal peut aussi nicher dans des crevasses entre les rochers, des grottes, des termitières, des fourrés ou des tas de bois flottés.
Il parcourt son domaine en utilisant successivement ses sites de repos  dans lesquels il demeure pour 2 à 3 jours en moyenne. Dans la région Est de l’Afrique du Sud, Swart a estimé la distance parcourue par nuit de 202 à 3 791 m pour les mâles et de 40 à 2 176 m pour les femelles.
Le pangolin de Temminck est complètement myrmécophage. Il consomme au total 30 espèces de fourmis et 10 espèces de termites. Mais il existe une espèce de fourmi, l’Anoplolepis custodiens, très nettement préférée tout au cours de l’année qui représente 77 % des prises alimentaires des pangolins d’Afrique du Sud.
Hormis la prédation humaine, le pangolin de Temminck est victime de la prédation des lions (Panthera leo), des léopards (Panthera pardus), des hyènes tachetées (Crocuta crocuta) et des ratels (Mellivora capensis).

### Comportement

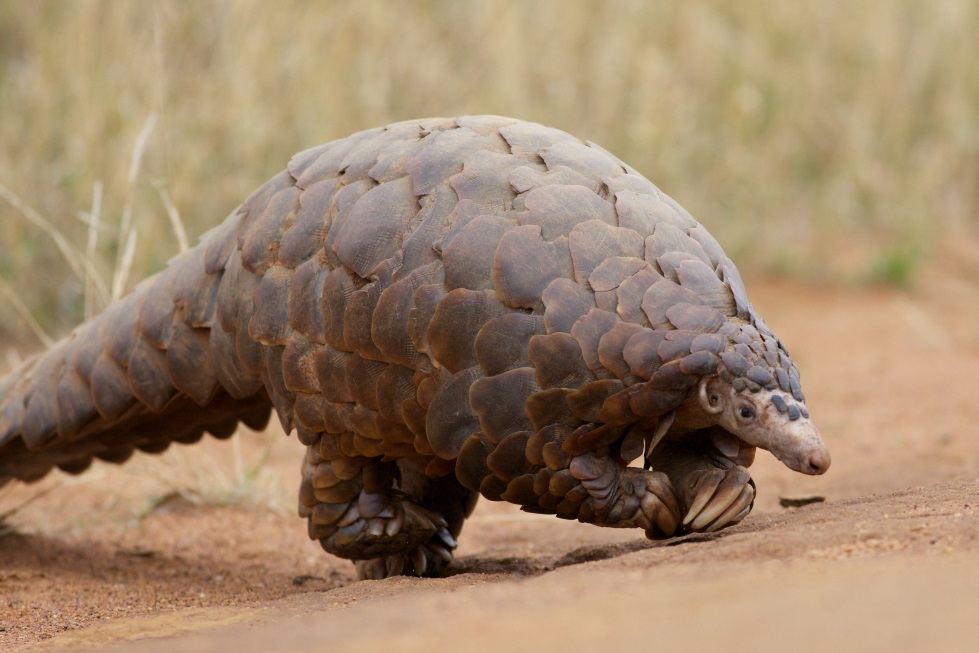
Marche bipède, la queue massive sert de contrepoids

Le pangolin de Temminck est solitaire sauf au moment de l’accouplement et lorsque la femelle s’occupe de sa progéniture. Adapté à un régime alimentaire de faible valeur nutritionnelle, l’animal passe la plupart du temps à se reposer dans son terrier ou un abri similaire et n'est généralement actif que pendant une petite partie du jour ou de la nuit.
C’est un animal principalement nocturne, mais aussi crépusculaire et diurne. L’heure de sortie du gîte est clairement dépendante de la température ambiante minimum. Dans le Kalahari, l’activité peut être diurne ou commencer le jour et se terminer la nuit durant l’hiver, probablement pour éviter les températures très basses de la nuit dans cette région.
Le pangolin de Temminck est bipède, marchant et portant le poids sur ses pattes postérieures, les membres antérieurs repliés sur la poitrine et la queue tenue au sol servant de contrepoids.
Il utilise un odorat très développé pour localiser ses proies, même situées en profondeur. Il se sert de ses puissantes griffes avant pour éventrer les fourmilières terrestres, les termitières et les arbres morts. Il sort alors une longue langue gluante pour capturer ses proies.
Les mâles et les femelles déposent régulièrement de petits volumes d’urine en marchant. Quand ils défèquent, ils peuvent traîner la queue dans les fèces pour bien les étaler. Ils déposent aussi la sécrétion de leurs glandes anales pour marquer leur territoire. Les tanières fréquemment utilisées sont nettoyées périodiquement et les excréments accumulés sont déplacés vers l'entrée du terrier.
Le pangolin de Temminck aime se vautrer dans la boue et se roulera également dans la bouse et l'urine des herbivores.
Quand il est menacé, l’animal s’enroule en boule de manière à présenter les surfaces vulnérables sans écailles à l’intérieur et ne présenter aux prédateurs qu’une armure d’écailles coupantes, presque impénétrable.

### Reproduction
La femelle met bas un seul petit par an. Une femelle portant un fœtus bien développé peut encore allaiter son petit. Par contre, au Kalahari en Afrique du Sud, une femelle observée pendant cinq ans, a mis bas à deux reprises, suggérant que la reproduction est biennale.
La reproduction n’est pas saisonnière. Le mâle localise les femelles réceptives à l’odeur. Il s’approche d’une femelle avec prudence, en reniflant continuellement. Il monte sur elle par un côté, en forçant sa queue sous la sienne pour assurer le contact génital. Swart a aussi observé sur le terrain que la femelle portait le mâle dans un terrier dans cette position, où ils restaient ensemble en continu pendant 24 à 48 heures. La gestation dure de 105 à 140 jours.
La femelle donne naissance à un petit dans un terrier. Au début, elle laisse son petit pour sortir se nourrir. Au bout d’un mois, elle l’emmène fixé à la base de sa queue. Au Kalahari, les jeunes n’accompagnent jamais leur mère à la recherche de nourriture. Si la femelle est menacée, elle s’enroulera en boule autour du petit.
Après s’être émancipé, le jeune établira son domaine à l’intérieur du domaine maternel pendant 12 mois.

## Habitat

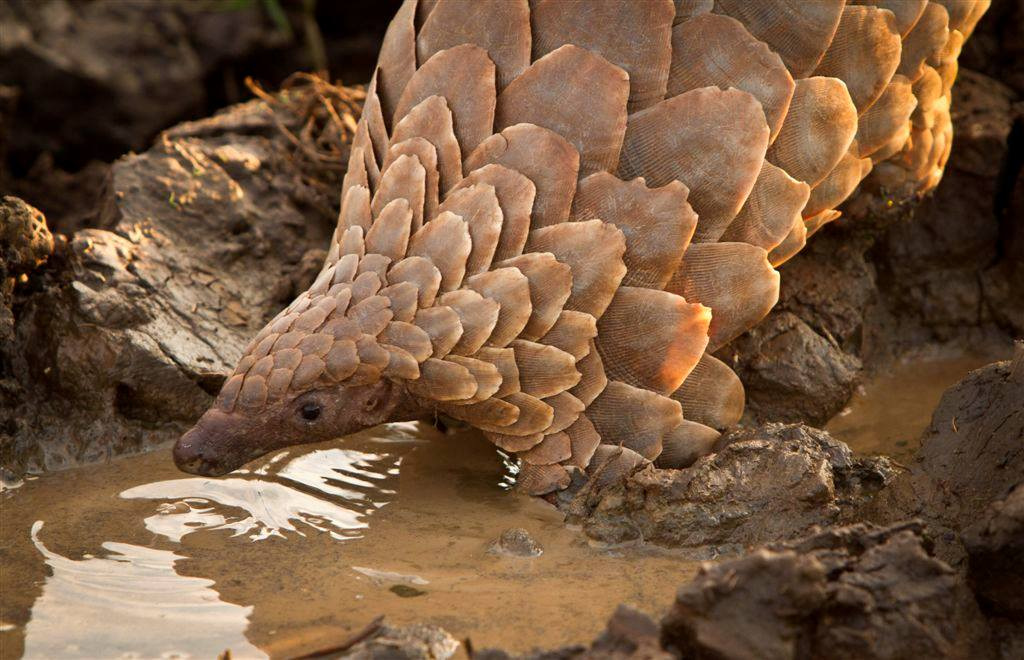
Pangolin de Temminck

Le pangolin de Temminck se rencontre dans les savanes arides et mésiques, les plaines inondables, les zones boisées:

de mopanes (Colophospermum mopane), de miombos (Brachystegia-Julbernardia), de marulas mixtes (Sclerocarya birrea) - saules (Combretum spp.) et de bois à feuilles larges ; de fourrés d'épines (Vachellia spp. et Senegalia spp.), de forêts-galeries et prairies duneveld, où les précipitations annuelles moyennes sont de 250 à 1 400 mm.
L'espèce est absente des zones de culture agricole, probablement en raison de l'utilisation de pesticides ou de l'élimination des proies.

## Répartition

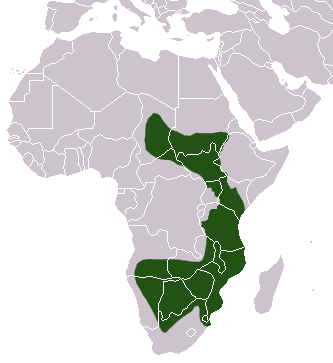
Distribution du pangolin de Temminck

Le pangolin de Temminck est distribué en Afrique orientale et méridionale.
Des observations ont été faites de l’espèce au Tchad, au nord-est du Centrafrique, dans le sud-ouest de l’Éthiopie etc. L’espèce est largement distribuée en Afrique orientale : Kenya, Tanzanie, Ouganda, Burundi, Rwanda, Malawi, en Zambie de l’ouest et du nord, Angola, Namibie, Mozambique, Zimbabwe.

## Statut de conservation
Le pangolin de Temminck est classé comme « espèce vulnérable » sur la Liste rouge des espèces menacées de l'IUCN et sur celle d’Afrique du Sud.
Il a été inclus dans l’Annexe I de la CITES interdisant son exploitation.

## Menaces humaines

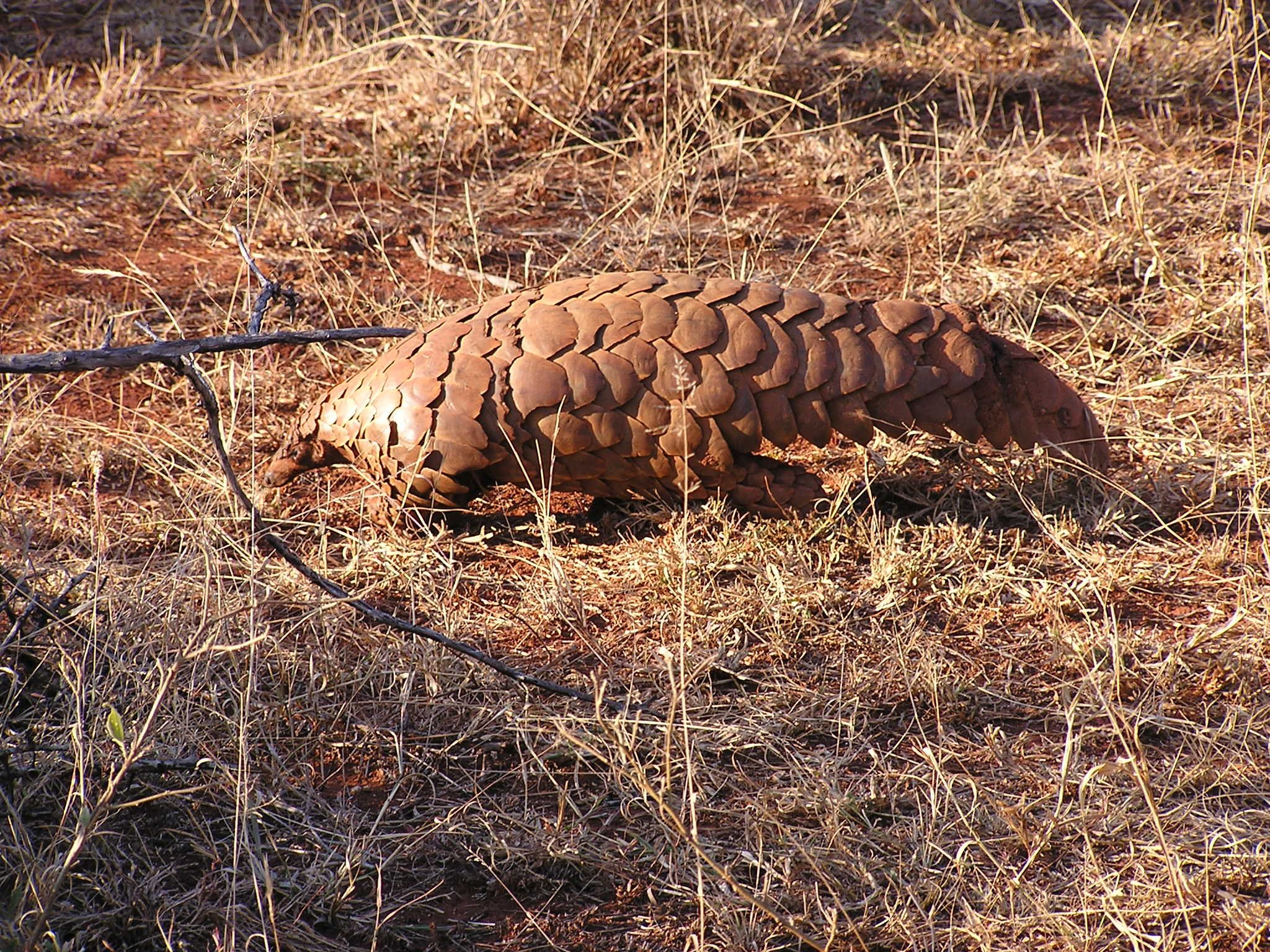
Smutsia temminckii, Madikwe Game Reserve, Afrique du Sud

Les principales menaces sont les électrocutions accidentelles sur les clôtures électriques et la surexploitation pour l’usage locale et le trafic international d'espèces sauvage vers l'Asie orientale. Une autre menace est la destruction de l’habitat.
Le risque d’électrocution existe principalement dans les fermes d’élevage d’Afrique du Sud et de Namibie. Piertersen et al estiment qu’entre 377 à 1 028 pangolins de Temminck sont électrocutés tous les ans, en Afrique du Sud, soit 2 à 13 % de la population.
Le pangolin de Temminck est très utilisé en médecine traditionnelle africaine et dans les rituels traditionnels. En Afrique du Sud, la demande de pangolin pour fournir des remèdes traditionnels est devenue si forte que l'espèce a disparu de certaines parties de son aire de répartition en raison de la surexploitation (par exemple, dans la province du KwaZulu-Natal). En Afrique orientale, les pangolins sont dénommés localement Bwana mganga, « Monsieur le Docteur », faisant allusion au fait que la plupart des dérivés de l'espèce sont utilisés dans les rituels culturels et la médecine traditionnelle.
Depuis 2008, il y a une augmentation du commerce international illégal. La demande apparemment insatiable d’écailles de pangolin par la Chine et le Vietnam se fait sentir maintenant en Afrique orientale. Par exemple, TRAFFIC rapporte deux saisies les 17 et 20 février 2015, de 1 000 kg et de 2 500 kg d’écailles de pangolins de Temminck à Hong Kong en provenance du Kenya. Selon les croyances culturelles, les pangolins sont étroitement liés au domaine spirituel et à la protection et au bien-être des populations. Mais la demande d'écaille de pangolin pour la médecine traditionnelle chinoise a bouleversé le marché. Au Zimbabwe, entre 2007 et 2012, la valeur marchande d’un pangolin vivant a été multiplié par 25. Tous les locaux arrêtés pour braconnage de pangolin cherchaient à faire de gros profits et n’étaient pas motivés par des croyances culturelles.
Les pangolins sont souvent cités comme étant actuellement les mammifères sauvages les plus trafiqués dans le monde, avec des estimations de plus d'un million d'animaux prélevés dans la nature entre 2000 et 2013 (S. Heinrich et al, Challender et al.).